# طلب إجمالي
الطلب الإجمالي (بالإنجليزية: Aggregate demand)‏ هو مجموع الطلب على السلع النهائية والخدمات في اقتصاد ما في وقت ما وبمستوى أسعار معين. أو هو مجموع الإنفاق المرغوب أو المخطط له في اقتصاد ما خلال فترة زمنية معينة. ويحدده مستوى الأسعار الإجمالي ويتأثر بالاستثمار المحلي، وصافي الصادرات، ونفقات الحكومة، ودالة الاستهلاك، والتدفق النقدي.

## مفهوم ومكونات الطلب الإجمالي
منحنى الطلب الكلي هو مجموع منحنيات الطلب الجزئية لمختلف قطاعات الاقتصاد.
يمثل الطلب الكلي عادة المجموع الخطي لأربع مصادر للطلب.

أي بشكل رياضي

الطلب الإجمالي:
{\displaystyle AD=C+I+G+(X-M)\ }
حيث :

{\displaystyle C} هو الاستهلاك

{\displaystyle I} هو الاستثمار

{\displaystyle G} هو الإنفاق الحكومي

{\displaystyle NX=X-M} صافي الصادرات
- {\displaystyle X} هو إجمالي الصادرات
- {\displaystyle M} هو إجمالي الواردات

## نبذة تاريخية
قال جون ماينارد كينز في كتابه النظرية العامة للتوظيف، والفائدة، والمال خلال الكساد الكبير إن خسارة القطاع الخاص للناتج كان نتيجة لصدمة النظام الاقتصادي (انهيار أسواق وول ستريت في عام 1929) ويجب أن تُصحح بالإنفاق الحكومي. أولًا، قال إنه ومع انخفاض الطلب الكلي الفعال أو إجمالي مبلغ الإنفاق في الاقتصاد (الانخفاض بسبب الانهيار)، يمكن للقطاع الخاص أن يعيش على مستوى منخفض من النشاط والبطالة غير الارادية ما لم يحدث تدخل فعال. فقدت الأعمال قدرتها على تحريك رأس المال لذلك فصلت العمال. يعني ذلك أن العمال لم يعد لديهم سوى القليل لإنفاقه بصفتهم مستهلكين، وبذلك يشتري المستهلكون كمية أقل من الأعمال التجارية، التي تؤدي إلى انخفاض الطلب الإضافي وفصل العمال. لا يمكن إيقاف هبوط الاقتصاد المتداخل وتصحيحه إلا من خلال عمل خارجي. ثانيًا، لدى الأشخاص ذوي الدخل العالي ميلٌ أقل لاستهلاك دخلهم. يميل الأشخاص ذوو الدخل المنخفض إلى إنفاق دخلهم على الفور لتأمين المسكن، والغذاء، والنقل، وما إلى ذلك، في حين لا يستهلك الأشخاص ذوو الدخل المرتفع كل شيء، بل يدخرون المال، ما يعني انخفاض سرعة تداول المال في الاقتصاد، ومن ثم انخفاض معدل النمو. ولذلك، يجب أن يستهدف الإنفاق برامج التشغيل العامة على نطاق واسع بما يكفي لتسريع نمو الاقتصاد إلى مستوياته السابقة.

## الدَّين
تشدد نظرية الاقتصاد بعد الكينزي حول الطلب الإجمالي على دور الدَّين الذي تعتبره مكونًا أساسيًا في الطلب الاجمالي، ويشار إلى مساهمة تغير الدين في الطلب الإجمالي من قبل البعض باسم الدفع الائتماني. الطلب الاجمالي هو الإنفاق سواء كان على الاستهلاك أو على الاستثمار أو على أي فئات الأخرى. الإنفاق والدخل مرتبطان من خلال:
الدخل – الإنفاق = صافي المدخرات
وبإعادة ترتيب ذلك ينتج:
الإنفاق = الدخل – صافي المدخرات = الدخل + صافي الزيادة في الدين
أي أن ما تنفقه هو ما تكسبه مضافًا إليه ما تقترضه. إذا أنفقت 110 دولارات وكسبت 100 دولار، فيجب أن تكون قد اقترضت صافي 10 دولارات. وبالعكس، إذا أنفقت 90 دولارًا وكسبت 100 دولار، فإن لديك مدخرات صافية بقيمة 10 دولارات، أو إنك قد خفّضت الدين بمقدار 10 دولارات، مقابل صافي تغير في الدين قدره 10- دولارات.
إذا نما الدين أو تقلص ببطء كنسبة مئوية من الناتج المحلي الإجمالي، فإن تأثيره على إجمالي الطلب سيكون ضئيلًا. وعلى العكس، إذا كانت الديون كبيرة، فإن التغيرات في ديناميكية نمو الدين قد تملك تأثيرًا كبيرًا على إجمالي الطلب.
يرتبط التغير في الدين بـمستوى الدين: إذا كان مستوى الدين الكلي 10% من الناتج المحلي الإجمالي ولم يُسدد 1% من القروض، فإن ذلك يؤثر على الناتج المحلي الإجمالي بنسبة 1% من 10%، أي 0.1% من الناتج المحلي الإجمالي فقط. وعلى العكس، إذا كان مستوى الدين 300% من الناتج المحلي الإجمالي ولم يُسدد 1% من القروض، فإن ذلك يؤثر على الناتج المحلي الإجمالي بنسبة 1% من 300%، أي 3% من الناتج المحلي الإجمالي، وهو أمر مهم: يؤدي تغيير بهذا الحجم إلى حدوث ركود عام.
تؤثر التغيرات في معدل السداد (الأشخاص الذين يسددون ديونهم) على إجمالي الطلب بما يتناسب مع مستوى الدين. مع نمو مستوى الدين في الاقتصاد، يصبح الاقتصاد أكثر حساسية لتغير الدين، وتشكل فقاعات الائتمان مصدر قلق بالنسبة للاقتصاد الكلي. وبما أن عمليات الشطب ومعدلات الادخار ترتفع في فترات الركود وتسبب كلتاهما تقلص الائتمان، فقد يؤدي انخفاض ناتج إجمالي الطلب إلى تفاقم الركود واستدامته في حلقة مفرغة.
ينشأ هذا المنظور من نظرية انكماش الدين لإيرفينغ فيشر ومفهوم فقاعة الائتمان (الائتمان هو الوجه الآخر للدين) ويرتبط ارتباطًا وثيقًا بهما، وقد شُرح شرحًا مفصلًا في المدرسة بعد الكينزية. إذا ارتفع المستوى العام للديون كل عام، فإن الطلب الإجمالي سيتجاوز الدخل. ومع ذلك، إذا توقف مستوى الدين عن الارتفاع وبدأ بالانخفاض (انفجرت الفقاعة) بدلًا من ذلك، سيقل الطلب الإجمالي عن الدخل بمقدار صافي المدخرات (على شكل سداد الديون أو شطب الديون مثل حالة الإفلاس). يسبب ذلك انخفاضًا مفاجئًا مستدامًا في الطلب الكلي، ويُقال إن هذه الصدمة هي السبب المباشر لمجموعة من الأزمات الاقتصادية والأزمات المالية. إن انخفاض مستوى الدين ليس ضروريًا إذ يؤدي تباطؤ معدل نمو الدين إلى انخفاض في إجمالي الطلب (مقارنة بسنة الاقتراض ذات القيمة الأعلى). تنتهي هذه الأزمات عندما يبدأ الائتمان بالنمو مرة أخرى، إما لأن معظم الديون قد سُددت، أو لأنها قد شُطبت، أو لأسباب أخرى.